# Màxim de l'Epir
Màxim Epirota o Màxim de l'Epir (en llatí Maximus Epirota, en grec Μάξιμος Ἠπειρώτης) fou un filòsof grec natural de l'Epir encara que també podria haver nascut a Constantinoble. De la seva vida se'n sap molt poc. Va ser un dels mestres de l'emperador Julià l'Apòstata en filosofia i teologia pagana, però no té res a veure amb un altre mestre també anomenat Màxim, Màxim d'Efes.

## Obres
- 1. Περὶ ἀλύτων ἀντιθέσεων, De insolubilibus Oppositionibus.
- 2. Ὑπομνήματα πρὸς Ἀριστοτέλην, Commentarii in Aristotelem.
- 3. Περὶ ἀριφμᾶν, De Numeris.
- 4. Epístoles i assajos dedicats a l'emperador.
- 5. Περὶ καταρχῶν o ἀπαρχῶν, atribuïda també a Màxim d'Efes.[1]